# César Nombela
César Nombela Cano (Carriches, Toledo, 6 de noviembre de 1946-Madrid, 14 de octubre de 2022) fue un científico español del campo de la microbiología que realizó investigaciones sobre microorganismos patógenos. Compaginó la labor académica con la gestión de organismos científicos. De 1996 a 2000 presidió el Consejo Superior de Investigaciones Científicas y desde 2013 hasta 2017 fue rector de la Universidad Internacional Menéndez Pelayo.

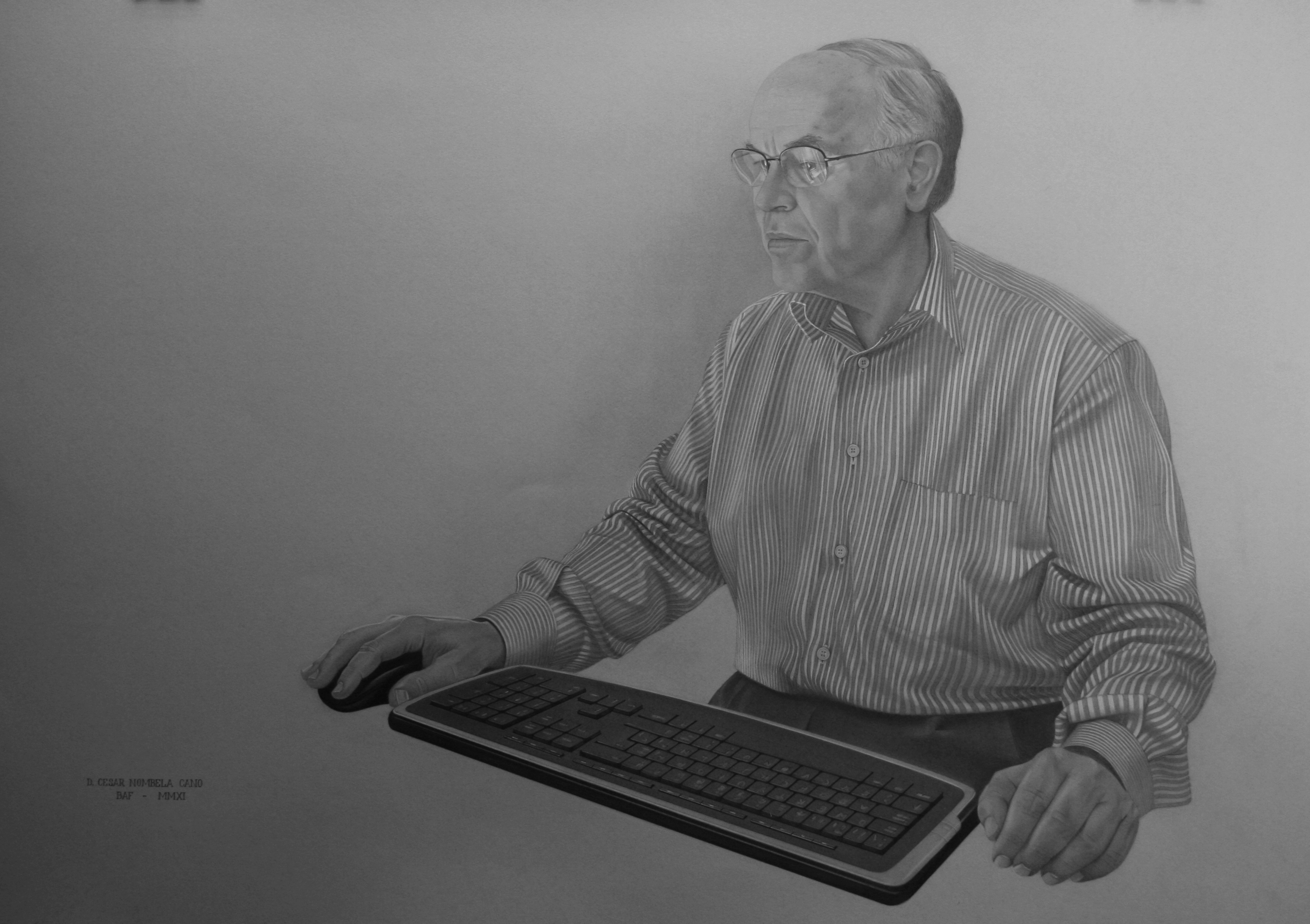
César Nombela Cano. Retrato por BAF (Borja Arrechea Fúster). Lápiz sobre papel de color 70x100cm, 2011.

## Biografía
Estudió en el Instituto Ramiro de Maeztu de Madrid y se licenció en Farmacia y Ciencias Químicas en la Universidad Complutense de Madrid y en 1972 se doctoró en la Universidad de Salamanca. En los siguientes tres años trabajó en la Universidad de Nueva York con Severo Ochoa y en el Instituto Roche de Biología Molecular.
En 1975 volvió a España, ingresó en el Instituto de Microbiología Bioquímica del CSIC en Salamanca y más tarde en la Universidad Complutense, donde obtuvo la cátedra de Microbiología en el Departamento de Microbiología II de la Facultad de Farmacia . De 1996 a 2000 presidió el CSIC. Presidió también el Consejo Nacional de Especialidades Farmacéuticas y la Federación Europea de Sociedades de Microbiología, entre otros organismos. Perteneció a la Academia Europæa y desde 2006 fue académico de número de la Real Academia Nacional de Farmacia.
Creador y Director del Centro de Secuenciación Automatizada de DNA de la Universidad Complutense. Presidente de la Fundación Carmen y Severo Ochoa por nombramiento testamentario del Nobel.
Además de la labor gestora y de investigación prestó también asesoramiento en bioética desde el Comité Asesor de Ética para la Investigación Científica y Tecnológica, del que fue Presidente (2002-2005), y el Comité de Bioética de la Unesco, entre otros.
En el año 2007 fue elegido para formar parte del primer Comité de Bioética de España. En enero de 2013 fue nombrado rector de la Universidad Internacional Menéndez Pelayo.
Desde el año 2018 fue presidente de la Fundación QUAES.
Se definía a sí mismo como «científico cristiano», y votó en contra de la interrupción voluntaria del embarazo, incluso cuando se presentaban malformaciones fetales.
Falleció la madrugada del 14 de octubre de 2022.

## Publicaciones
Es autor de más de 180 trabajos de investigación original, director de más 25 tesis doctorales, y publicó también artículos de divulgación y debate público en áreas como la bioética, la política universitaria y la política científica.
Algunas obras editadas en España son:
- Nombela, César (2007). Células madre, encrucijadas biológicas para la medicina. Editorial Edaf. ISBN 978-84-414-1823-3.

- Nombela, César (2004). El conocimiento científico como referente político en el siglo XXI. Fundación BBVA. ISBN 978-84-95163-89-9.

- Snyder, M.; Nombela, César (1995). Signal transduction pathaways essential for yeast morphogenesis. Instituto Juan March. ISBN 978-84-7919-535-9.

- Baquero, Fernando; Nombela, César; Cassell, Gail H.; Gutierrez-Fuentes, José A. (2008). Evolutionary Biology of Bacterial and Fungal Pathogens. ASM Press. Washington, DC. ISBN 978-1-55581-414-4.

- César Nombela Cano, Carlos Simón Vallés (2010). Células madre. CSIC. ISBN 9788400091873.

- Conrado Giménez, Fernando de Haro, César Nombela, Mónica López Barahona (2009). Vive, vive siempre. Ediciones Encuentro. ISBN 9788474909944.